# Liolaemus capillitas
Espèce
Statut de conservation UICN

 LC  : Préoccupation mineure
Liolaemus capillitas est une espèce de sauriens de la famille des Liolaemidae.

## Répartition
Cette espèce est endémique de la province de Catamarca en Argentine. Elle se rencontre entre 2 500 et 3 900 m d'altitude.

## Description
C'est un saurien vivipare.

## Publication originale
- Hulse, 1979 : A new Liolaemus (Sauria, Iguanidae) from the High Andes of Argentina, with ecological comments. Annals of Carnegie Museum, vol. 48, no 12, p. 203-209.